# Pola Regio
La Pola Regio è una struttura geologica della superficie di 243 Ida.